# Hypsikles
Hypsikles (altgriechisch Ὑψικλῆς, um 175 v. Chr.) war ein griechischer Astronom und Mathematiker.
Hypsikles lebte in Alexandria. Über sein Leben ist fast nichts bekannt. Er ist Autor des apokryphen Buch 14 der Elemente des Euklid, das von regulären in eine Kugel eingeschriebenen Polyedern – Ikosaeder und Dodekaeder – handelt und möglicherweise auf einen von Hypsikles bearbeiteten Text von Apollonios zurückgeht, wie Hypsikles selbst im Vorwort schreibt (sein Vater in Alexandria und ein Basilides aus Tyrus hätten das diesbezügliche Buch von Apollonios diskutiert und für mangelhaft befunden).
Er wird auch als Autor des Anaphorikos (Ἀναφορικός, Über den Aufgang der Sterne) genannt, in dem sich der erste Hinweis in der griechischen mathematisch-astronomischen Literatur über ein Kreiseinteilungssystem von 360 Grad findet (in der Einteilung des Tierkreiszeichen-Kreises), das er wahrscheinlich von den Babyloniern übernahm, aus deren astronomischem Wissen auch sein Zeitgenosse Hipparch schöpfte. Thomas Heath bezweifelt die Autorschaft aufgrund einiger mathematischer Fehler im Text.
Diophant von Alexandrien erwähnt auch eine Definition von Polygonalzahlen von Hypsikles, ein diesbezügliches Buch des Hypsikles ist aber verloren.